# Ведерников, Александр Семёнович
Ведерников Александр Семёнович (23 ноября 1898, Городец, Нижегородская губерния — 21 января 1975, Ленинград) — советский график, живописец и педагог, член Ленинградского Союза художников, представитель ленинградской пейзажной школы.

## Биография
Ведерников Александр Семёнович родился 23 ноября 1898 года в Городце Нижегородской губернии.
В 1921—1923 годах учился в Нижегородском художественном техникуме у А. Куприна и А. Фонвизина.
В 1924 году поступил на живописное отделение ленинградского ВХУТЕИНа. Учился у О. И. Браза и А. Карева.
В 1927 году оставляет учёбу, в 1928 году получает Справку об окончании четырёх курсов живописного факультета.
В 1954 году защитил диплом на графическом факультете Ленинградского института живописи, скульптуры и архитектуры имени И. Е. Репина с присвоением звания художника-графика. Дипломная работа — серия акварелей «Пейзажи Ленинграда и Волги».
С 1928 года участвовал в выставках, экспонируя свои работы вместе с произведениями ведущих мастеров изобразительного искусства Ленинграда. В этом же году вошёл в объединение «Круг художников».
С 1932 года был членом Ленинградского Союза советских художников. Писал преимущественно пейзажи, а также натюрморты и интерьеры. Работал в технике акварели, масляной живописи, печатной графики.
Александр Ведерников активно занимался педагогической деятельностью. В 1936—1937 годах работал в Ленинградском институте живописи, скульптуры и архитектуры в должности доцента архитектурного факультета. В 1936—1960 с перерывами преподавал в Ленинградском инженерно-строительном институте.
А. С. Ведерников принадлежал к художникам, «объединяемым в нашем представлении понятием „ленинградская школа“, был одним из ведущих её представителей. Общими характеристиками художников ленинградской школы, включая Ведерникова, считаются: « широкое видение» — широта живописного приёма; принципиальное использование «быстрого письма»; значимость силуэта; использование прозрачных, серебристых и мягких тональных гамм и размытых контуров предметов. Пейзажи, написанные мастерами ленинградской школы, отличались тем, что художники чаще всего писали их не с натуры, а по воспоминанию, а также тем, что писали один и тот же постоянно повторяющийся мотив — обычно, вид из окна. «В большинстве своём пейзажисты ленинградской школы постоянно писали вид из окна своей мастерской… так появились серии…А. С. Ведерникова». Лучшая часть творческого наследия художника — лиричные пейзажи Ленинграда, часто написанные из окна его дома на Малом проспекте Васильевского острова.
Скончался 21 января 1975 года в Ленинграде на 77-м году жизни. Похоронен на Богословском кладбище. 
Произведения А. С. Ведерникова находятся в Государственном Русском музее, Государственной Третьяковской галерее, в ГМИИ имени А. С. Пушкина, в музеях и частных собраниях в России, Финляндии, Германии, Великобритании, Франции и других странах.

## Выставки
- 1960 год (Ленинград): Выставка произведений ленинградских художников.
- 1961 год (Ленинград): Выставка произведений ленинградских художников 1961 года.
- 1964 год (Ленинград): Ленинград. Зональная выставка.
- 1971 год (Ленинград): Осенняя выставка произведений ленинградских художников 1971 года.
- 1972 год (Ленинград): По Родной стране. Выставка произведений ленинградских художников.
- 1975 год (Ленинград): Наш современник. Зональная выставка произведений ленинградских художников.
- 1976 год (Москва): Изобразительное искусство Ленинграда.